# 列夫·伊万诺夫

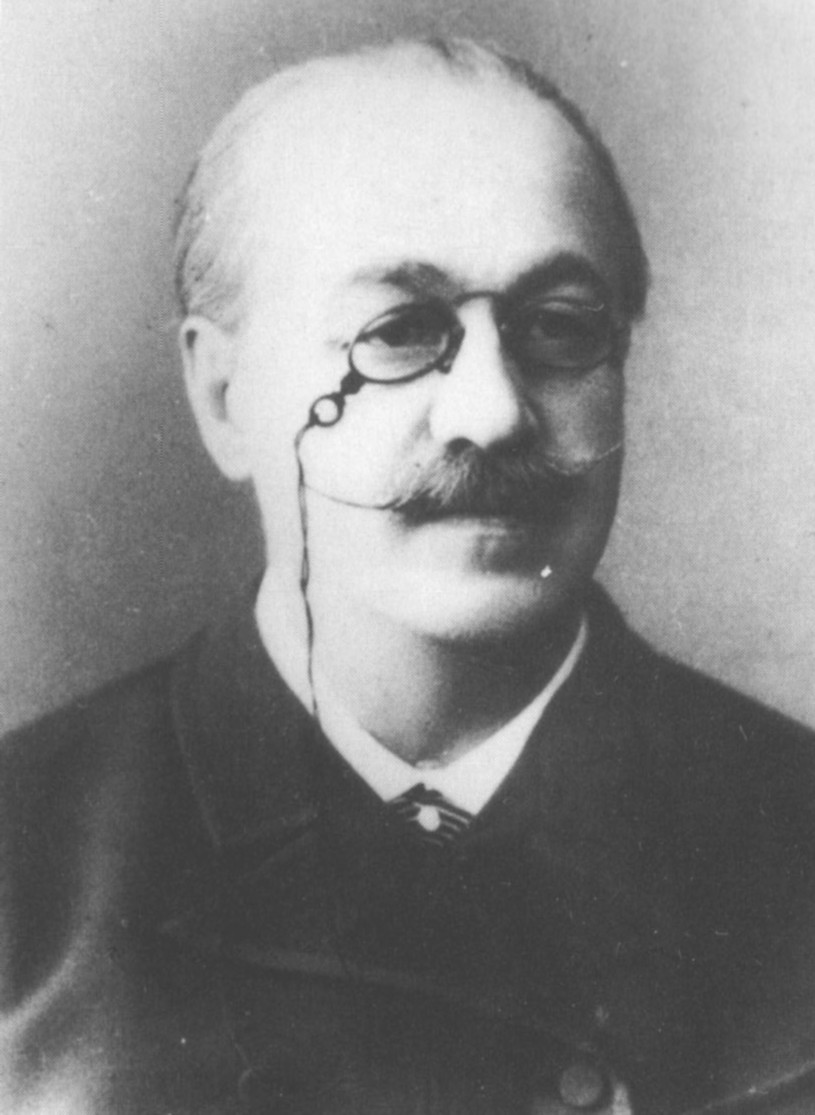
列夫·伊万诺夫

列夫·伊万诺维奇·伊万诺夫（ 1834年3月2日 — 1901年12月24日）是俄罗斯帝國芭蕾舞演员和编舞家，他也是天鹅湖第二幕和第四幕的编舞，他還与马里于斯·珀蒂帕共同编排胡桃夹子。他還曾在聖彼得堡的學校教別人跳舞。